# Cabredo
Cabredo – gmina w Hiszpanii, w Nawarze, o powierzchni 11,9 km². W 2011 roku gmina liczyła 109 mieszkańców.